# Carex ussuriensis
Espèce
Classification phylogénétique
Carex ussuriensis est une espèce des plantes du genre Carex et de la famille des Cyperaceae.